# Revolução Batava
A Revolução Batava (em neerlandês:  De Bataafse Revolutie) foi um período de turbulência política, social e cultural no final do século XVIII que marcou o fim da República Holandesa e assistiu à proclamação da República Batava. O período da história holandesa que se seguiu à revolução é conhecido como "era batávio-francesa" (1795 – 1813), embora o tempo decorrido tenha sido de apenas vinte anos, dos quais três estavam sob ocupação francesa.

## Antecedentes
No final do século dezoito (18), a República da Holanda se viu em uma profunda crise econômica, causada pela devastadora Quarta Guerra Ânglo-Holandesa. Durante esse período, os bancos da República Holandesa possuíam grande parte da capital econômica mundial. Os bancos patrocinados pelo governo possuíam até 40 por cento da dívida nacional da Grão-Bretânia. O povo da Holanda ficou cada vez mais descontente com o regime autoritário do Estatuder, Guilherme V. Essa concentração de riqueza levou à formação dos patriotas holandeses por uma nobre holandesa menor chamada João vão dér Capélem dót dêm Pól, que procurava reduzir a quantidade de poder mantida pelo estatuder.
Assim, surgiu uma divisão entre os "larangistas", que apoiavam os estatuder, e os patriotas, que, inspirados pelos ideais do Iluminismo, desejavam um governo mais democrático e uma sociedade mais igualitária. Os patriotas construíram apoio da maioria da classe média e fundaram milícias (Exerciége nûtchapén) de civis armados que, entre 1783 e 1787, conseguiram dominar várias cidades e regiões, em um esforço para forçar novas eleições que destituiriam os antigos funcionários do governo. Os patriotas ocupavam a Holanda e a cidade de Utreque, enquanto os orangistas ocupavam os estados de Gueldres e Utreque (fora de sua capital).
Em 1785, Guilherme V, fugiu de seu palácio no oeste do país para Nimega, no leste, pois os Estados da Holanda não estavam dispostos a enviar suas tropas para combater os patriotas. Em maio de 1787, as tropas do estatuder foram derrotadas pela milícia de Utreque, perto de Vreeswijk. Quando a princesa Guilhermina foi parada pela milícia patriota perto de Goejanverwellesluis em 28 de junho de 1787, ela solicitou ajuda a seu irmão Frederico Guilherme II da Prússia. Em 13 de setembro, um exército prussiano de 20.000 homens sob o comando do duque de Brunswick cruzou a fronteira. A fortaleza de Vianen estava deserta e a cidade de Utrecht abriu seus portões. Na fortaleza de Woerden, foram feitos os preparativos para a defesa, mas não havia resistência real quando os prussianos chegaram. Em Amsterdã, várias casas de regentes patriota foram saqueadas por multidões. O atleta retornou a Gravenague e Amsterdã, a última cidade a sair, se rendeu em 10 de outubro.
Os patriotas continuaram pedindo aos cidadãos que resistissem ao governo, distribuindo panfletos, criando "clubes patriotas" e realizando manifestações públicas. O governo respondeu pilhando as cidades onde a oposição estava concentrada. A maioria dos patriotas se exilou na França, enquanto os laranjistas reforçavam seu domínio sobre o governo holandês principalmente através do grande pensionista Laurênce Péter vão Spegêl .

## Proclamação da República

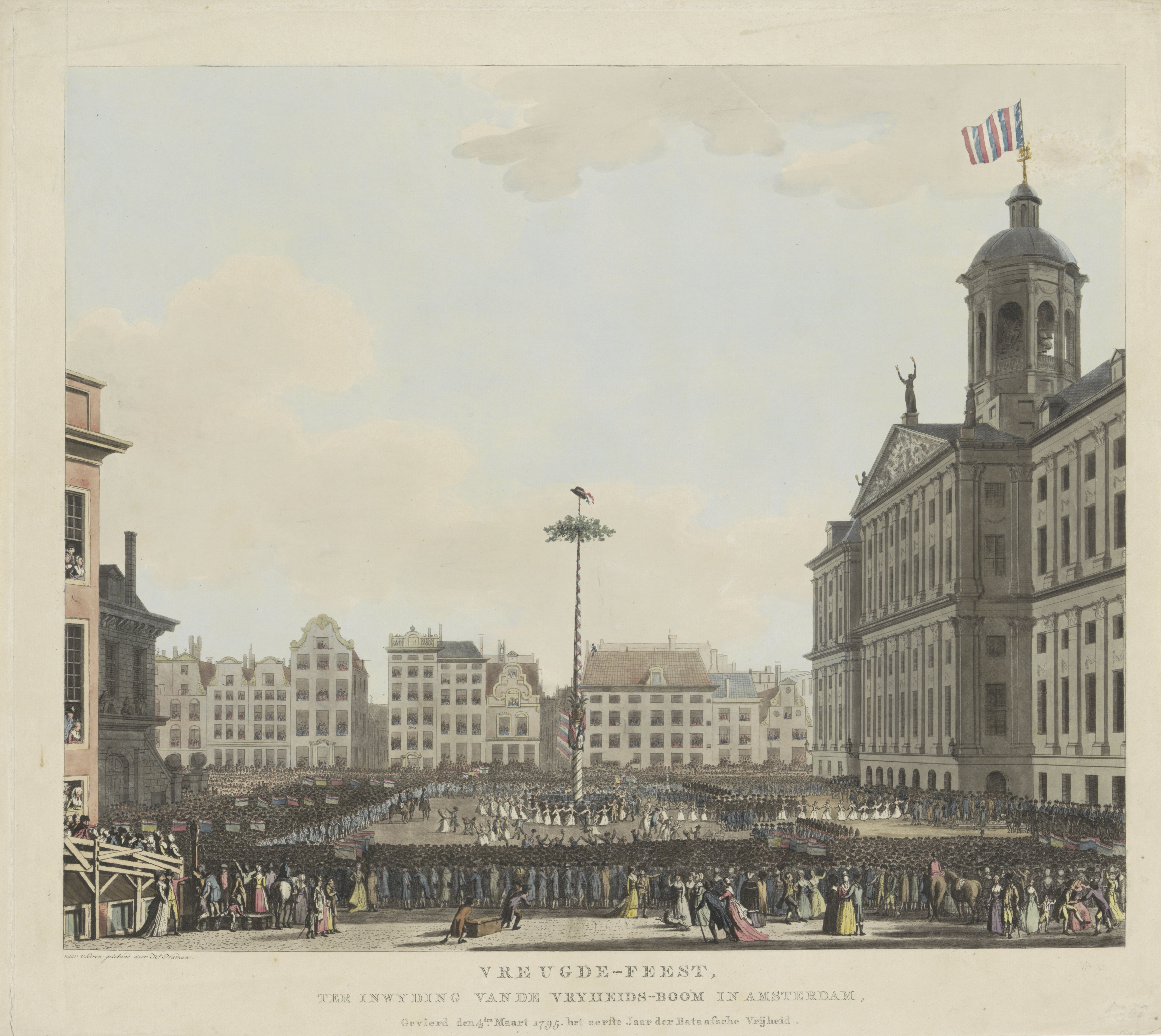
Ereção de uma árvore da liberdade na Praça Dam, em Amsterdã, após a proclamação da República.

A restauração foi temporária, no entanto. Apenas dois anos depois, começou a Revolução Francesa, que adotou muitas das ideias políticas que os patriotas haviam adotado em sua própria revolta. Os patriotas apoiaram entusiasticamente a Revolução, e quando os exércitos revolucionários franceses começaram a espalhá-la, os patriotas se uniram, na esperança de libertar seu próprio país do seu jugo autoritário. O estatuder juntou-se à infeliz Primeira Coalizão de países, na tentativa de subjugar a repentina república francesa antiaustríaca. Essa Guerra da Primeira Coalizão também prosseguiu desastrosamente para as forças de estatuder, e no inverno rigoroso de 1794 e 1795 um exército francês sob o general Charles Pichegru, com um contingente holandês sob o general Hérman Wilêm Dédels, atravessou os grandes rios congelados que tradicionalmente protegiam os Holanda da invasão. Ajudados pelo fato de que uma proporção substancial da população holandesa considerava favoravelmente a incursão francesa, e frequentemente a considerava uma libertação, os franceses foram rapidamente capazes de quebrar a resistência das forças do estatuder e de seus austríacos e britânicos. aliados. No entanto, em muitas cidades a revolução estourou antes mesmo da chegada dos franceses e dos Comitês Revolucionários assumiram os governos da cidade e (provisoriamente) o governo nacional também. Os Estados da Holanda e a Frísia Ocidental, por exemplo, foram abolidos e substituídos pelos Representantes Provisórios do Povo da Holanda

## Rescaldo
A Revolução Batávia terminou com a proclamação da República Batava em 1795. Guilherme foi forçado a fugir para a Inglaterra, onde emitiu as Cartas Kêu proclamando que todas as colônias holandesas deveriam cair sob o domínio britânico, pois declararam guerra à República da Batávia. Vários golpes se seguiram em 1798, 1801 e 1805, que trouxeram diferentes grupos de patriotas ao poder. Embora os franceses se apresentassem como libertadores, muitos discordaram. A República Batava viu o seu fim em 1806, quando o Reino da Holanda foi fundada, com o irmão de Napoleão, Luís Napoleão como Rei da Holanda. Em 1810, a área foi anexada ao Primeiro Império Francês . Em 1813, a Holanda recuperou sua independência, com o filho de Guilherme I dos Países Baixos como príncipe soberano.